# خالكيذيكي
خالكيذيكي إحدى مقاطعات اليونان. عاصمة المقاطعة هي مدينة بولييروس.

## توأمة
لخالكيذيكي اتفاقيات توأمة مع:
- لافال

## أعلام
- ستيفانوس أتاناسياديس